# Đê chắn sóng ở Świnoujściu

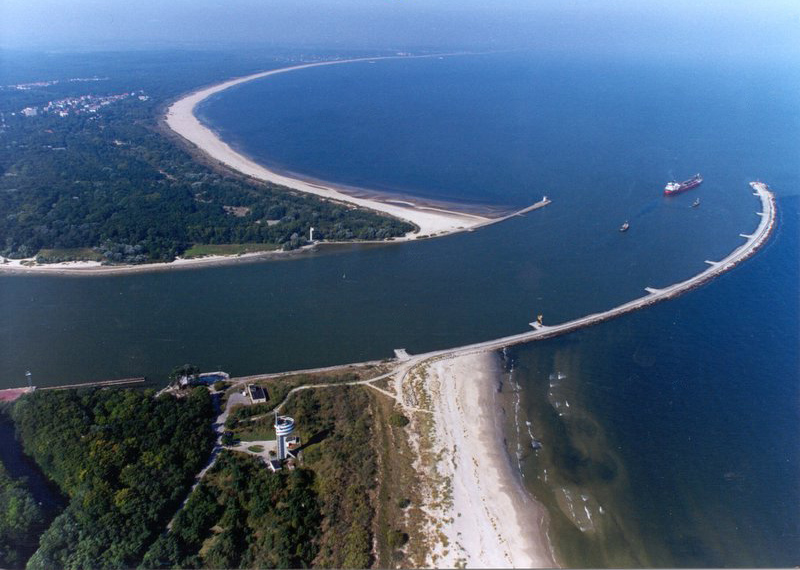
Nhìn từ trên không từ phía đông

Đê chắn sóng ở Swinoujscie - đê chắn sóng nằm ở Swinoujscie, được xây dựng trong những năm 1818 - 1823 và chủ yếu được xây dựng bằng đá.

## Mô tả
Đê chắn sóng Swinoujscie bao gồm hai phần độc lập.
Một đê nhỏ hơn, được bảo tồn cho đến ngày nay mà không có bất kỳ thay đổi nào, một đê chắn sóng phía tây dài khoảng 250 mét và rộng khoảng 7 mét, kết thúc với một hồ Mlyn được làm dưới dạng một cối xay gió giả sơn trắng. Bề mặt của đê chắn sóng nhô ra khoảng 1,5 mét so với mực nước.
Tương tự như đê ngắn hơn phía tây, đê chắn sóng phía đông cũng rộng khoảng 7 mét, nhưng nó dài 1.200 mét (trong đó hơn 1000 m đi thẳng ra biển), ở phía đông cũng được xây dựng, bằng những khối đá granit, mặt trên đê với chiều rộng và chiều cao khoảng 3 mét. Trong những năm 80 thế kỷ 20, cấu trúc này đã được cải tạo và gia cố bằng cách đổ bê tông cốt thép dài vài cm trên toàn bộ bề mặt.

## Đê chắn sóng bảo vệ
Vào năm 2013-2014, một đê chắn sóng bảo vệ cho Gazoport đã được thành lập tại Świnoujście trên đảo Wolin . Đây là đê chắn sóng dài nhất ở châu Âu . Nó dài 2974,30 mét , trong đó 1,4 km chạy ra biển .